# راسل مارک
راسل مارک (انگلیسی: Russell Mark؛ زادهٔ ۲۵ فوریهٔ ۱۹۶۴) تیرانداز اهل استرالیا بود.
وی در مسابقات کشوری و بین‌المللی در مجموع برندهٔ ۲ مدال طلا، ۱ مدال نقره، ۱ مدال برنز شده‌است.